# Voldertalhütte
Die Voldertalhütte oder auch Franz Pitscheider Haus ist eine Schutzhütte der Naturfreunde Österreichs im Voldertal in den Tuxer Alpen.

## Geschichte
Die alte Voldertalhütte wurde von der im Jahr 1909 gegründeten Ortsgruppe Hall der Naturfreunde in den Jahren 1918 bis 1923 erbaut. Am 28. April 1988 brannte die Hütte bis auf die Grundmauern nieder. In den Jahren 1988 bis 1991 erfolgte der Wiederaufbau. In Anerkennung der Verdienste des Obmanns der Ortsgruppe Hall Franz Pitscheider (* 1933; † 2002) rund um den Wiederaufbau sowie um die Errichtung einer Quellfassung und eines Kleinkraftwerks zur Stromversorgung heißt die Hütte auch Franz Pitscheider Haus.

## Zugänge und Wege
Die Hütte ist vom Weiler Volderwildbad in etwa 1 Stunde Gehzeit erreichbar. Die Zufahrt bis zum Parkplatz Nösslach etwa 15 Gehminuten oberhalb der Hütte ist mautpflichtig.
Benachbarte Hütten sind die Glungezerhütte knapp unterhalb des Glungezergipfels und die Lizumer Hütte im östlich gelegenen Wattental. Diese beiden Hütten können auf verschiedenen jeweils mehrstündigen Wanderungen erreicht werden. Das Naviser Jöchl (2479 m ü. A.) bietet einen Übergang zur Naviser Hütte im Navistal. Von der Voldertalhütte aus können die Gipfel im Voldertal bestiegen werden, unter anderem der Largoz (2214 m), der Haneburger (2596 m), der Malgrübler (2749 m), die Grünbergspitze (2790 m), oder auch das Rosenjoch (2796 m).